# Állami Elektrotechnikai Gyár
Az Állami Elektrotechnikai Gyár, rövidítve VEF (lettül: Valsts Elektrotehniskā Fabrika) elektrotechnikai és elektronikai eszközöket gyártó lett vállalat volt Rigában. 1919-ben alapították. A latinbetűs VEF márkajelzést a szovjet időszakban is megtartották. A második világháború előtti időkben rádiókat, háztartási berendezéseket, telefonközpontokat, fényképezőgépeket és repülőgépeket is gyártott. 1945 után főként rádióiról volt ismert. A Szovjetunió egyik legnagyobb elektrotechnikai gyára volt. A Szovjetunió megszűnését követő gazdasági visszaesést nem élte túl, a VEF-ből létrehozott kisebb cégek többsége az 1990-es évek végéig megszűnt.

## Története

### A kezdetektől a második világháborúig
A céget 1919-ben hozták létre mint a Lett Postai és Távíró Főigazgatóság javítóüzemét (PTVGD – Pasta un telegrāfa virsvaldes galvenā darbnīca). Eduards Kadiķis, a PTVGD vezetője 1919. június 10-én kérte fel egyik tapasztalt beosztottját, Aleksandrs Tīpainist (1886–1974) az üzem megszervezésével. Kezdetben Rigában a postai igazgatóság  pincéjében működött a javítóüzem, fő feladata a háborúban tönkrement elektromos távközlési berendezések javítása volt. Az első időszakban mindössze öt fő dolgozott a műhelyben. 1920-ban kezdték el kiépíteni a gyártókapacitásokat is, szerszámgépeket vásároltak és az üzem 1921-ben kezdte el a Morze és Hughes rendszerű távíró berendezések gyártását. 1921-ben kezdett el az üzem telefonkészülékeket, majd 1924-ben kristálydetektoros rádióvevő berendezéseket készíteni. 1924-ben a PTVGD pincéjéből a Slokas utca 16. szám (Slokas iela) alatti épületbe költözött a műhely (ez napjainkban a Lett Állami Levéltár épülete), melynek ebben az időben már több mint 300 alkalmazottja volt és 48 szerszámgéppel rendelkeztek. Ekkor már inkább gyártó üzem volt, semmint javítóüzem.
1924 végén kezdtek el rádiókészülékeket gyártani. Az első modelljük a Lācīts (Medve) nevet viselte. 1925-től kezdődött a kristálydetektoros vevőkészülékek gyártása. A további növekedés nyomán 1928-ban ismét új helyre költözött, az 1887-ben alapított Union elektrotechnikai gyár Brīvibas utca 19. (Brvības iela) alatti üresen álló telephelyét foglalták el, ahol a későbbiekben egészen a megszűnéséig működött a cég. 1928-ban kezdődött a német Mix & Genest licence alapján az automata telefonközpontok gyártása is. Kis- (100-300 szám) és nagykapacitású (1000–2000 telefonszámot kezelő) központokat is gyártottak.
A cég az 1930-as évekre az egyik legnagyobb lett vállalattá fejlődött, melynek a termékválasztéka jelentősen túlnőtt a távközlési berendezéseken.
1930-ban megvásárolták a Latvijas Bērzs (Lett nyírfa) rétegeltlemez-gyárat, ami lehetővé tette, hogy a rádiókészülékekhez minőségi faburkolatot készítsenek, illetve a repülőgépgyártáshoz is fontos alapanyagot állított elő. Volt olyan időszak a VEF életében, hogy a repülőgépgyártáshoz használatos rétegeltlemez-export nagyobb bevételt jelentett a gyár számára, mint az összes többi termék együttvéve. 1932-ben átnevezték a gyárat, akkor kapta az Állami Elektrotechnikai Gyár (VEF) nevet. Kezdetben ezt még a VEF-Pērkons formában használták és a készülékek a Pērkons márkanevet viselték, de a villám szót hamarosan elhagyták a cégnévből. 1932 közepén pályázatot írtak ki a céglogó elkészítésére, melyet Kārlis Irbītis nyert meg. 1934-ben a VEF saját szakiskolát nyitott, amely biztosította a cégnek a megfelelő szakember utánpótlást.

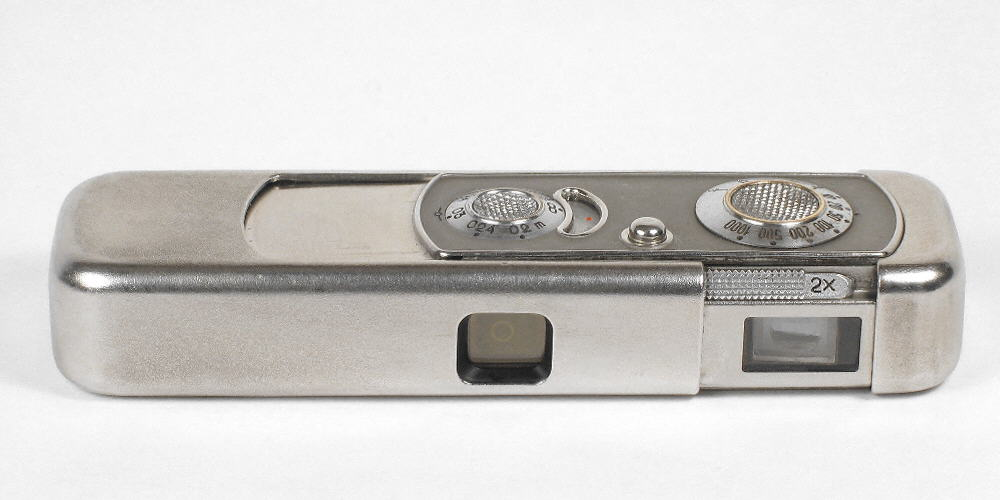
Minox mikrofényképezőgép

Az 1930-as években a VEF ugyan már elektromos izzókat, vasalót, porszívót, fényképezőgépet, akkumulátorokat, fotópapírt és repülőgépet is gyártott, de a rádiókészülék volt a legismertebb terméke. Az 1935-ös és 1937-es világkiállításokon is a VEF rádiókészülékei nagydíjat nyertek. Ekkor már akkora mennyiségben készültek a rádiók, hogy a lett piacot kinőtte a cég és elkezdte az exportjukat is. A rádióvevők VEFON, VEFAR, VEF Super és VEF Luxus márkaneveken kerültek forgalomba. 1935-től kezdődően a VEF képviseletet nyitott Tallinnban, Kaunasban, Helsinkiben, Oslóban, Zürichben és Londonban is. 1933–1941 között 75 különböző modellt gyártott. Az évtized végére az éves rádióexport elérte az évi nyolcezer darabot. A rádiók formatervezésében vezető szerepet játszott Ādolfs Irbītis (Kārlis Irbītis testvére), aki 1935-től dolgozott a VEF-nél. A fogyasztási cikkek mellett ipari eszközök, elsősorban elektrotechnikai berendezések, mint pl. transzformátorok, nagyfeszültségű berendezések, kábelek, szivattyúk, hajózási berendezések, szélkerekes generátorok és rádióadó állomásokat is készültek a VEF-nél. 1937-ben már háromezer alkalmazottat foglalkoztatott, és ekkor már a Baltikum legnagyobb elektromos eszközöket gyártó vállalata volt.

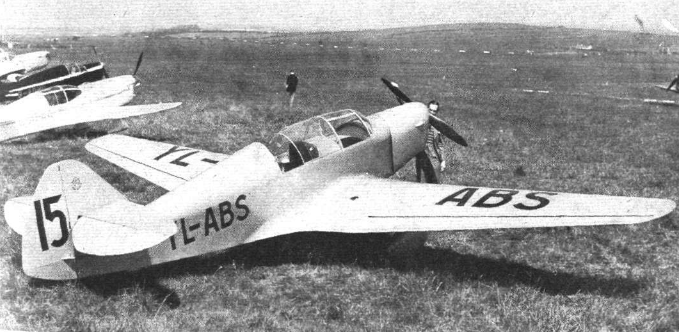
VEF I–12 sport- és gyakorló repülőgép

1930-ban került a VEF-hez Kārlis Irbītis, aki már az 1920-as évek közepétől több repülőgépet tervezett. A VEF-nél tervezett és készített első repülőgépe a VEF I–11 sportrepülőgép volt, amelyből azonban csak egy prototípus készült el. Ennek továbbfejlesztett változatából, a VEF I–12 sportrepülőgépből már 12 darabos sorozat készült. Irbitis tevékenységének a csúcspontja az I–16-os vadászrepülőgép, amelyből a szovjet megszállás miatt csak a prototípus készült el. A repülőgépgyártás felfutásával a VEF elkezdte egy repülőgépépítő üzem és a hozzá tartozó kísérleti repülőtér építését a Riga közelében fekvő Ropaži mellett, de a szovjet megszállás miatt ezek nem készülhetett el.
1937-ben a VEF elsőként kezdett el mikrofényképezőgépet gyártani. Az akkor Tallinnban élő Walter Zapp 1932-ben kezdett el egy kisméretű fényképezőgépet kifejleszteni. 1936-ban készítette el a gép prototípusát, melyet 1938-ban kezdett el gyártani a VEF Minox márkanévvel. A VEF külön üzemet tervezett felépíteni a fényképezőgépek gyártására, de ezt a második világháború kitörése megakadályozta. A VEF 1944-ig folytatta a Minox gyártását, addig összesen 17 ezer darab készült. Zapp később Svájcban létrehozta saját cégét, a Minox GmbH-t, ahol más típusok mellett folytatódott a mikrokamerák gyártása és fejlesztése is.

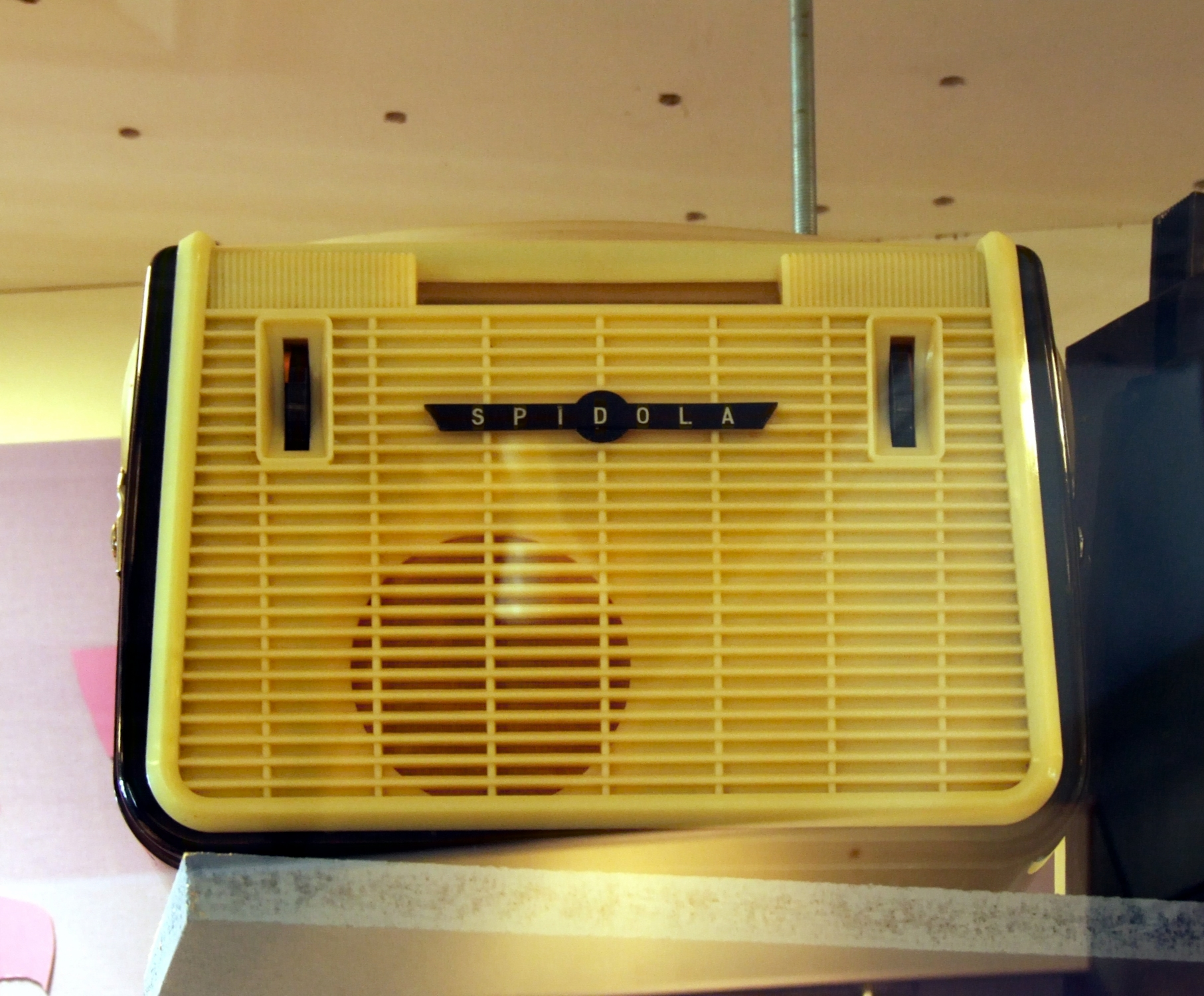
A Szovjetunióban gyártott első tranzisztoros rádió, a VEF Spīdola

Az 1930-as évek elején a VEF közúti járművekkel is próbálkozott. 1928–1931 között a VEF mérnökei egy strapabíró, főként a gazdálkodóknak szánt autót készített. A járművet külföldi alkatrészekből állították volna össze. A gyártása nem indult el, csak hat darab készült a járműből. A VEF más módon kapcsolódott végül az az autógyártáshoz. A cégnek részesedése volt a rigai Ford-Vairogs autógyárban, amely 1936–1940 között több Ford modellt is gyártott.
A VEF mérnöke, Arnolds Panders motorkerékpárját 1936–1938 között gyártották Pandera néven. A motorkerékpár egy kéthengeres V-motorral rendelkezett és felszerelték elektromos önindítóval is. Kifejlesztésében Panders mellett Kārlis Irbītis is részt vett. Lettország 1940-es szovjet megszállása után a VEF az Elektrotechnikai Ipari Népbiztosság felügyelete alá került. Elkezdődtek az előkészületek szovjet alkatrészeken alapuló rádiókészülékek gyártására, de ezt Lettország 1941-es német megszállása megakadályozta.
A német megszállás alatt a VEF a német AEG tulajdonába került és ebben az időszakban a cég neve AEG Ostlandwerk GmbH volt. A német időszakban gyártották a VEF Super M517 rádióvevő készüléket, kezdetben még szovjet elektroncsövekkel, majd később átálltak a német elektroncsövek felhasználására. Ennek a modellnek létezett akkumulátoros változata is, a VEF Super N517. A VEF Super KB416-os hordozható rádiót kifejezetten katonai használatra gyártották. A rádiók mellett katonai eszközök is készültek a VEF-nél, így gyalogsági és harckocsirádiók, repülőgépfedélzeti rádiók, de a Ju 87 zuhanóbombázók fedélzeti szirénái is a VEF-nél készültek.

### A szovjet időszak

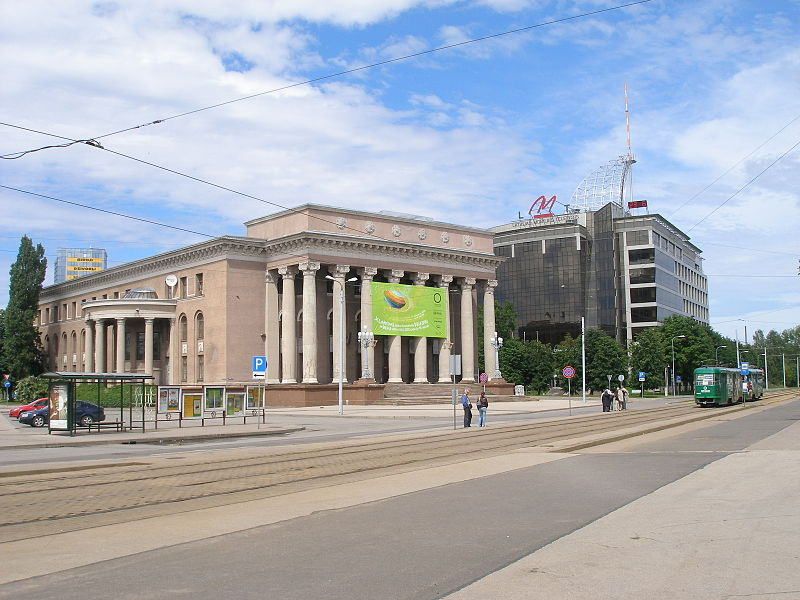
A VEF Kulturális Palota Rigában

1944-ben a német megszálló csapatok a távozásukkor a gyár berendezéseinek jelentős részét és a raktáron lévő kész termékeket magukkal vitték, és az üzemcsarnokokat felrobbantották. 1944-ban Georgijs Gailét nevezték ki a gyár igazgatójává. Az ő irányításával indult el az újjáépítés. A németet felváltó szovjet megszállás kezdetén először a fotópapírt gyártó üzemet indították újra 1945-ben, majd fokozatosan újjáépítették a gyárat. Még abban az évben elkezdték a VEF Super M557 rádió gyártását, amely a német időszakban készített M517-es modell egyszerűsített változata volt. 1950-ben kivált a VEF-ből az izzógyártó üzem, melynek alapjain létrehozták a Rigai Izzólámpagyárat.
Az 1950-es években a VEF a Mir, Baltika, Latvija, VEF Akkor és a VEF Lukss márkájú elektroncsöves rádiókat gyártotta. 1955-től készült a VEF-nél a Szovjetunió első kisméretű táskarádiója, a Turist.
Az elektroncsöves technológiát az 1960-as évek elején váltották fel a VEF-nél a tranzisztoros rádiók. A VEF első ilyen modelljei az 1960-tól kis sorozatban, majd 1962-től nagy mennyiségben gyártott Spīdola rádiók voltak, amely a Szovjetunióban előállított első tranzisztoros rádió volt. A Spīdola rádiókon alapuló VEF Transistor–17 gyártását 1968-ban átadták a Minszki Rádiógyárnak (ma Horizont), amely erre alapozva fejlesztette ki az Okean rádiót. AZ 1970-es évek jellemző VEF modelljei a VEF–201, VEF–202 és ezek később változatai voltak. Egyes években az éves gyártott mennyiség az egymilliót is elérte. 1963-ban a VEF egyik üzeméből létrehozták a katonai távközlésben használatos kapcsolóberendezéseket gyártó Kommutator vállalatot. 1969-ben pedig létrehozták a VEF Tudományos Kutatóközpontját (ZPI – Zinātniski pētnieciskais institūts), amely a Rigai Központi Tudományos Kutatóintézet fiókintézeteként működött.

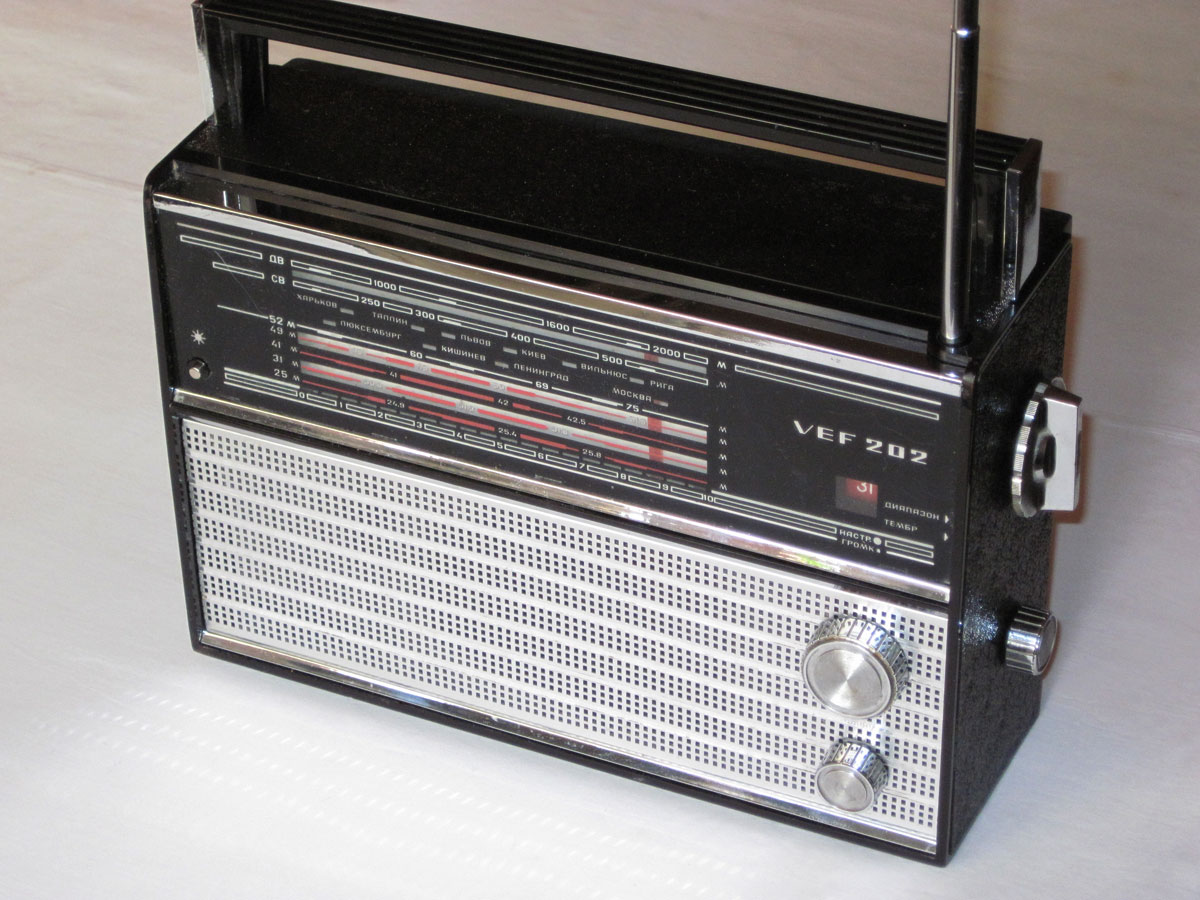
VEF–202 tranzisztoros rádió

Az 1970-es évek végén a tranzisztoros rádiók mellett megjelentek a VEF kazettás magnetofonos rádió is. A VEF első és legismertebb ilyen készüléke a VEF Sigma volt. 1983-ban jelent meg a VEFONTA, amely már sztereó készülék volt. Ebben az időszakban a VEF a rádiók és rádiós magnók mellett erősítőket is gyártott.
A VEF a szovjet időszakban is a telefonkészülék és telefonközpontok egyik fő gyártója volt. Asztali, irodai készülékeket és nyilvános készülékek egyaránt gyártottak. Az asztali készülékek között az 1950-es években elterjedt volt a VEF BAGTA márka. Az 1960-as évektől az 1980-as évekig a VEF a TA típusjelzést használta a telefonjaihoz. A polgári eszközök mellett katonai távközlési berendezéseket is gyártott a cég.
A VEF más az 1970-es évektől foglalkozott számítógépes technológiákkal. 1963-ban a VEF készítette a moszkvai Nyári Universiadéra a sportversenyekhez használható időmérő eszközt, a Gimnast berendezést. Ennek továbbfejlesztett változata, a Gimnast–2-t az 1980-as moszkvai olimpián használták. A VEF emellett készített orvosi elektronikai berendezéseket, sportcsarnokokban és vasútállomásokon használatos kijelző rendszereket,  ezen kívül még bobot is gyártottak. Az 1980-as években jelentek meg a VEF gyártmányai között a saját fejlesztésű személyi számítógépek, a VEFMikro sorozat modelljei.

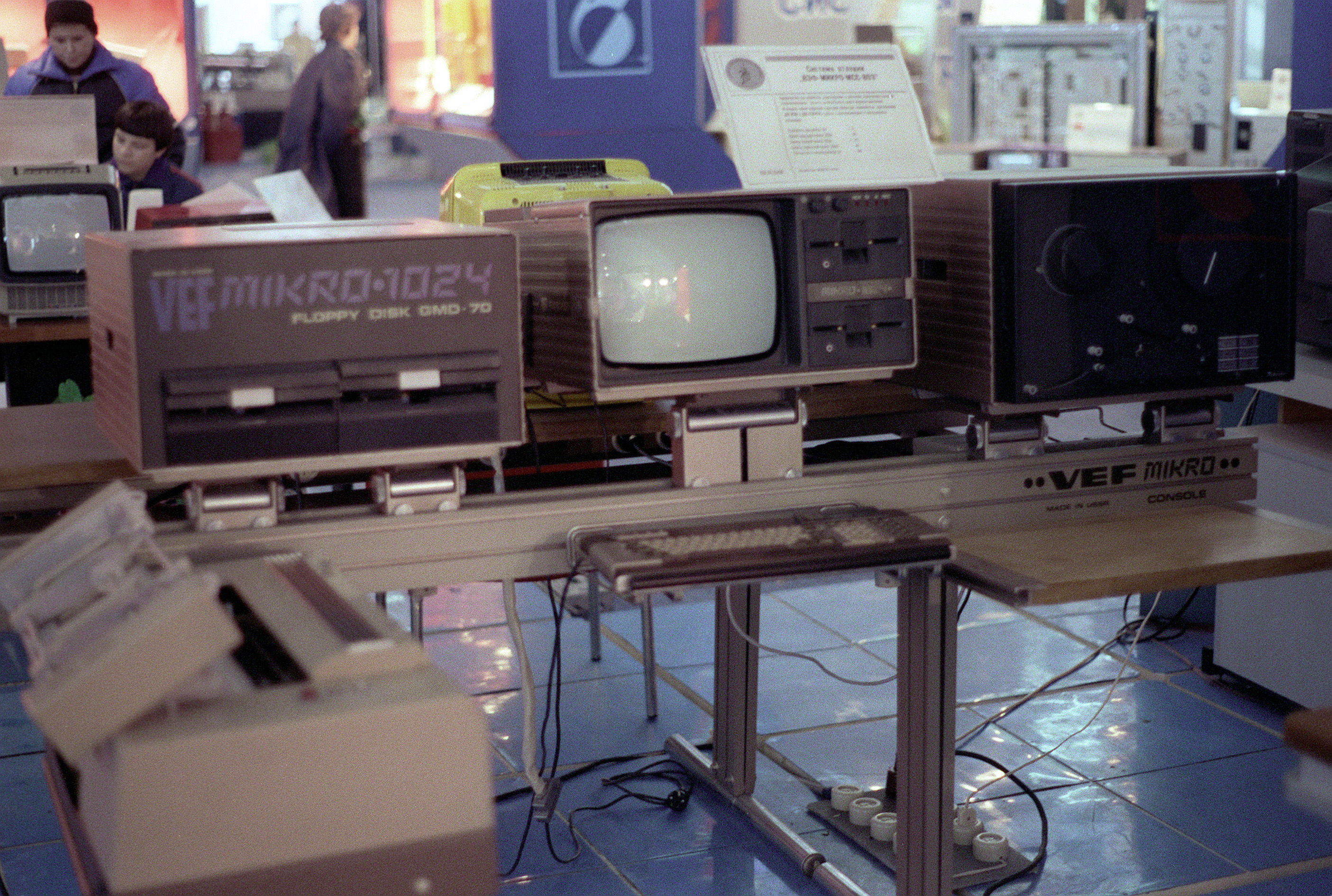
A VEFMikro–1024 számítógép

A VEF jelentős szociális intézményrendszert is fenntartott. Óvodákat, úttörőtáborokat és nyugdíjasotthonokat üzemeltetett. A VEF-é volt a Rigához közeli Jūrmalában lévő Gauja üdülőkomplexum. A vállalat támogatta a sportot, legismertebb csapata a VEF Rīga kosárlabda sportklub, amely még napjainkban is működik.
1960-ban adták át a Nyikolaj Szemencon tervei alapján felépített VEF Kulturális Palotát (VEF Kultūras pils). Ott nyitották meg az épület második szintjén 1969-ben, a VEF alapításának 50. évfordulóján a gyár múzeumát is (VEF vēstures muzejs). A kulturális központban több mint 50 stúdió és művészeti csoport működött. Az intézmény máig megőrizte kulturális funkcióját.
A VEF egyike volt a lett elektrotechnikai ipar öt nagy cégének. A VEF mellett ezek közé tartozott a Popov Rádiógyár, az Alfa gyár, a Kommutator vállalat, valamint az ezek elektronikai alkatrészekkel történő ellátását biztosító Ellar vállalat.

### Megszűnése
A VEF működésének csúcspontján, 1991-ben 20 ezer embert foglalkoztatott. A Szovjetunió megszűnésével a gyár elvesztette ipari kapcsolatait, a szabaddá vált piacon a VEF termékei nem voltak versenyképesek. Ugyancsak megszűntek a katonai eszközök piaca. 1991–1993 között a VEF hanyatlásnak indult. A privatizációk kísérletek eredménytelenek maradtak, külföldi partnert és befektetőt sem sikerült találni. A menedzsment a cég feldarabolásában látta a kiutat. A céget több kisebb, önálló részvénytársaságra osztották. Ezek többsége sem élte azonban túl a Szovjetunió felbomlása okozta hanyatlást, az 1990-es években csődbe ment. A legsikeresebb túlélő cég a VEF Radiotehnika RRR, amely az 1991 utáni időszakban a gazdasági nehézségek leküzdése érdekében hozott létre a VEF és a Radiotechnika RRR (korábban Popov Rádiógyár). Napjainkban is működő utódcég még a VEF un Ko.
A VEF legnagyobb üzemcsarnokát felújították, napjainkban a Domina Supermarket bevásárlóközpont működik benne. A gyár központi épületeinek egy részét cégek bérlik, másik része elhagyatott. Az üzemcsarnokok egy része pedig elhagyatott és pusztul. A cég történelmi központi épületét a Mikrotiks cég vette meg és felújította.

## Főbb gyártmányai

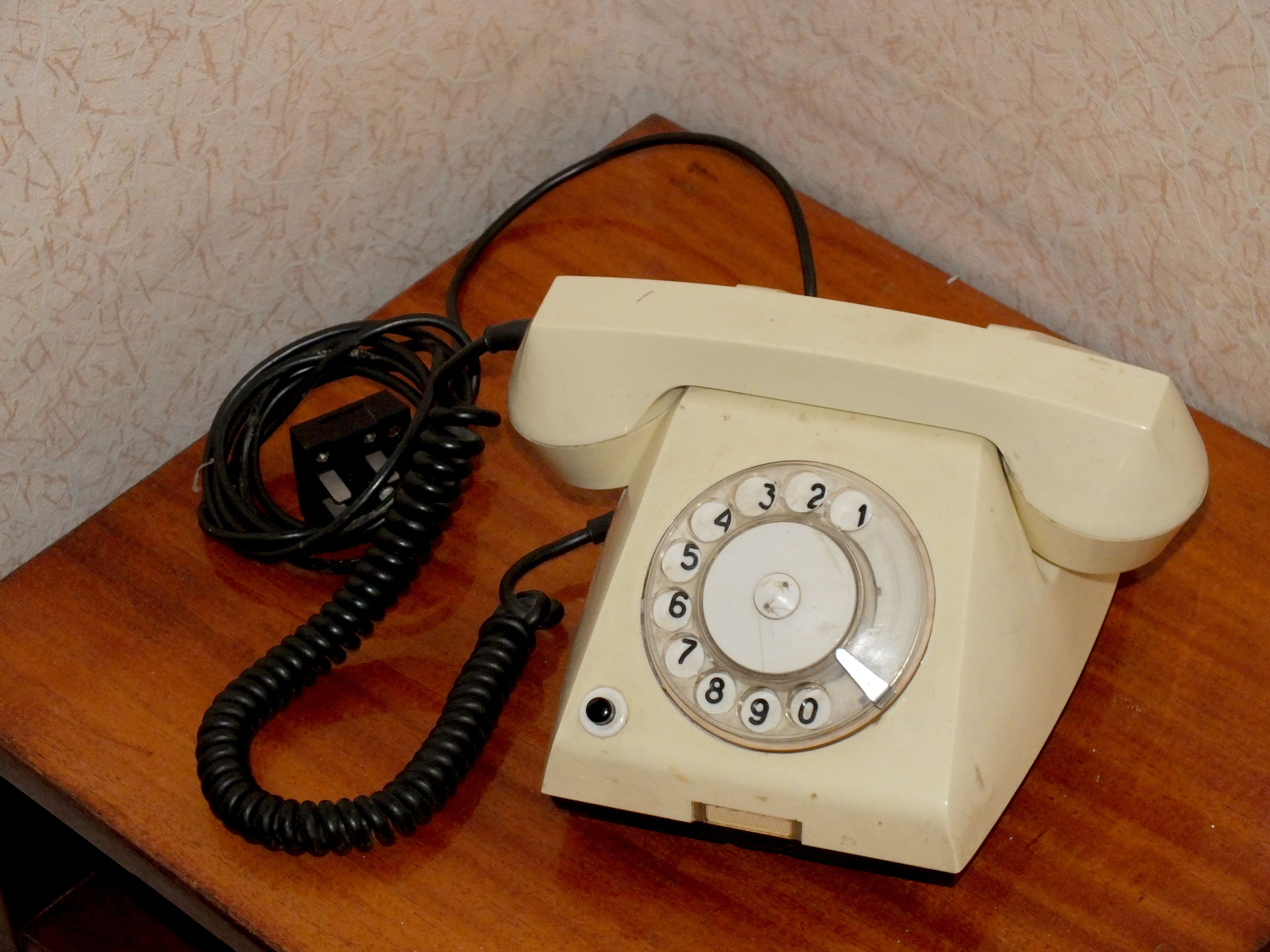
VEF TA–68 asztali telefonkészülék

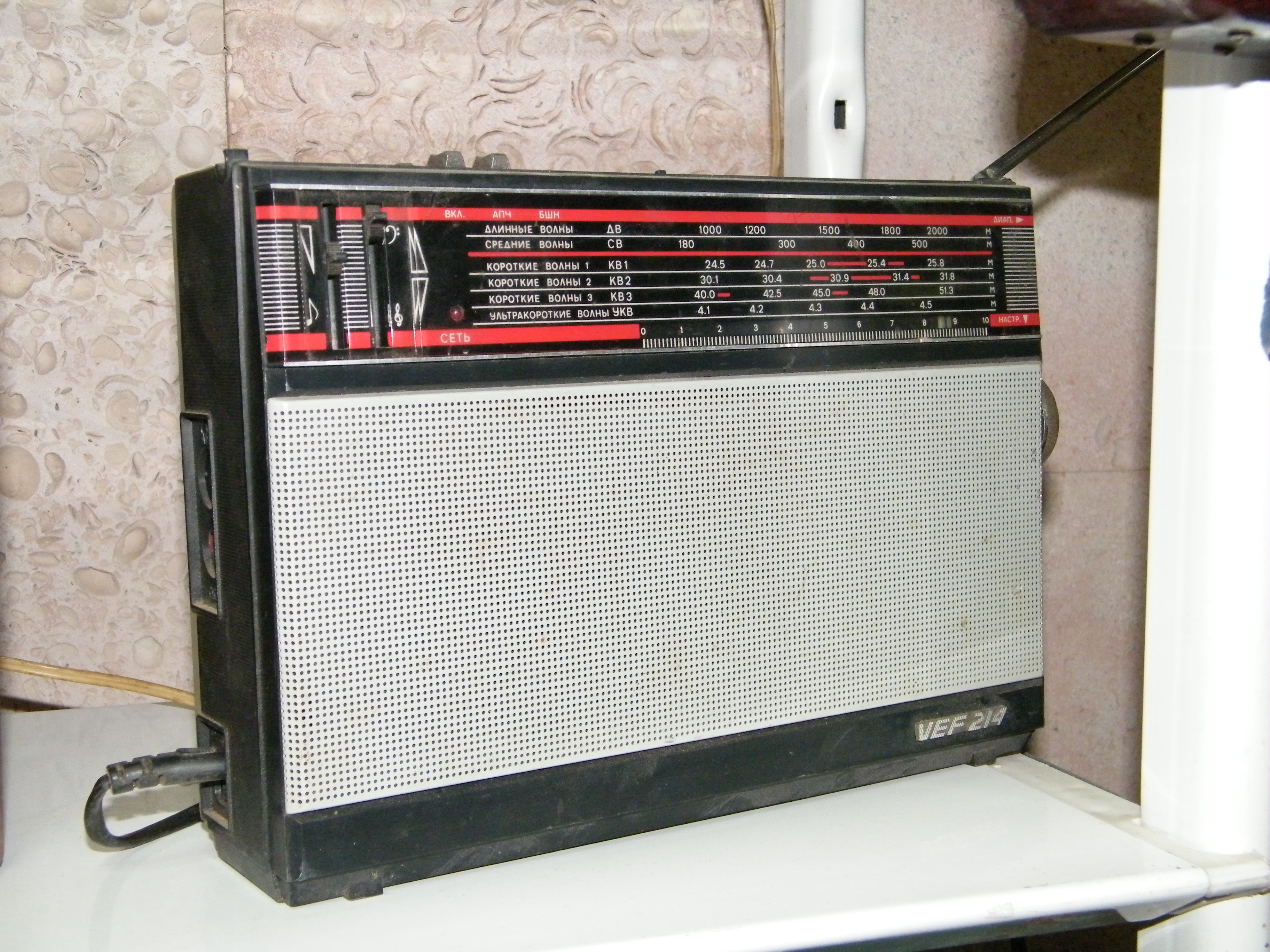
VEF–214

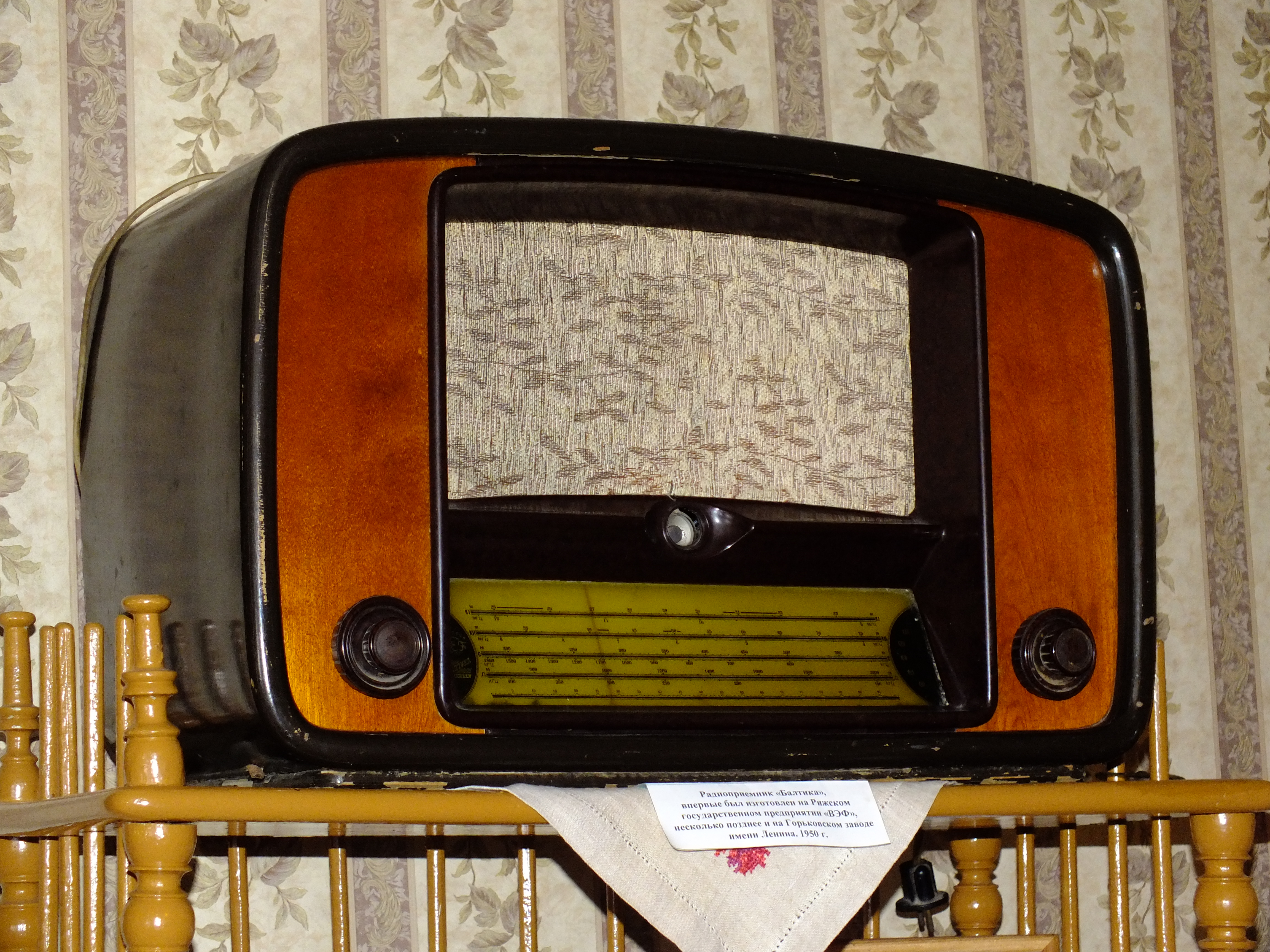
VEF Baltika elektroncsöves rádió

### Rádió-vevőkészülékek
| - VEF M–557 - VEFPER–45 - VEFPER 1–46 - VEF M–697 - Latvija M–137 - Mir M–152 - Baltika M–254 - Mir M–154/R - Ljuks - Rossija - Koncert - Ljuks–2 - Kristall - Turist - Spīdola - Jantar | - Spidola–10 - Latvija–M - VEF–Radio - VEF Rapsodija - VEF Tranzistor–10 - VEF–12 - VEF–201 - VEF–204 - VEF–202 - Spidola–207/208 - VEF–206 - Spīdola–230 - Spīdola–230–1 - Spīdola–231 - VEF–101 Stereo | - Spīdola–240 - VEF–260 Sigma - VEF–Spīdola–232 - VEF–280 - VEF–260–2 - VEF–214 - VEF–317 - VEF–284 Stereo - VEF–287 - VEF–221 - VWF–222 - VEF–216 - VEF Siringa РМ–290с |

### Repülőgépek
- VEF I–11
- VEF I–12
- VEF I–14
- VEF I–15
- VEF I–16
- VEF I–17
- VEF I–18
- VEF I–19
- VEF JDA–10M

### Számítógépek
- VEFOrmika
- VEF–1022
- VEFMikro–1021
- VEFMikro–1023
- VEFMikro–1024
- VEFMikro–1025
- VEFMikro–7050

### Fényképezőgépek
- Minox

### Motorkerékpárok
- Pandera